# Loarre (kommunhuvudort)
Loarre är en kommunhuvudort i Spanien.   Den ligger i provinsen Provincia de Huesca och regionen Aragonien, i den nordöstra delen av landet, 300 km nordost om huvudstaden Madrid. Loarre ligger 783 meter över havet och antalet invånare är 412.
Terrängen runt Loarre är lite bergig. Runt Loarre är det mycket glesbefolkat, med 6 invånare per kvadratkilometer. Närmaste större samhälle är Ayerbe, 6,9 km sydväst om Loarre. Trakten runt Loarre består till största delen av jordbruksmark.